# Jürgen Ahrend Orgelbau
 (août 2024).
Les informations dans cet article sont mal organisées, redondantes, ou il existe des sections bien trop longues. Structurez-le ou soumettez des propositions en page de discussion.
Avec le temps, il arrive que le contenu présent dans un article devienne désordonné. Il est souvent nécessaire de réorganiser l'article de fond en comble.
- Il faut tout d’abord répartir le contenu de l'article en plusieurs sections. Les informations doivent ensuite être exposées clairement et le plus synthétiquement possible, regroupées par sujet afin d'éviter les doublons. Quelqu'un cherchant une information précise doit pouvoir la trouver rapidement en lisant la section appropriée.
- À l'intérieur de chaque section, le texte, souvent initialement sous la forme de phrases éparses, doit être regroupé dans des paragraphes de quelques lignes, en assurant un enchaînement logique et une cohérence entre les phrases.
- Lorsque l'article ou l'une de ses sections développe trop longuement un point qui n'est pas dans le cœur du sujet traité, il convient de faire une synthèse et de transférer l'ancien contenu dans des articles plus appropriés (en cas de transfert, il faut impérativement respecter la procédure Aide:Scission).

Si vous pensez que ces points ont été résolus, vous pouvez retirer ce bandeau et améliorer le plan d'un autre article.
Jürgen Ahrend Orgelbau est une entreprise de facture d'orgues à Leer-Loga en Frise orientale. Elle a acquis une renommée mondiale grâce à la restauration d'orgues baroques, notamment les orgues Arp Schnitger de la Jacobikirche de Hambourg, de la Martinikerk de Groningen (Pays-Bas) et de la Ludgerikirche de Norden (Allemagne) ainsi que l'orgue Jörg Ebert de la Hofkirche d'Innsbruck. Elle a été fondée par Jürgen Ahrend. Son fils Hendrik dirige l'entreprise depuis 2005.

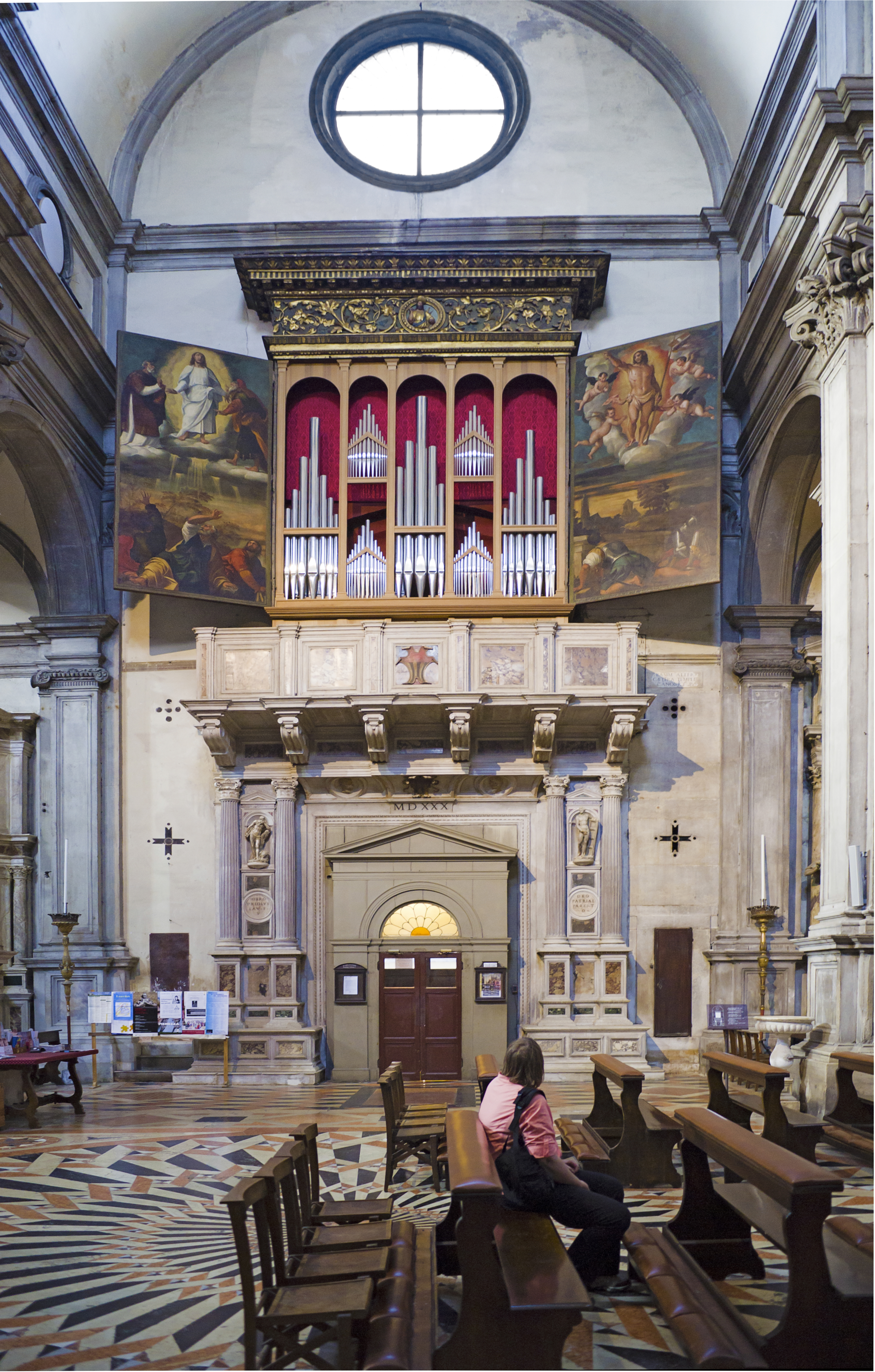
Orgue de l'église San Salvador à Venise, restauré en 2009.

## Biographie de Jürgen Ahrend
Jürgen Ahrend est né le 28 avril 1930 à Treuenhagen près de Göttingen et mort le 1er août 2024. Son père, Heinrich Ahrend, qui avait étudié la musique, était chanteur et chef de chœur et jouait de divers instruments à clavier et à cordes.
Jürgen Ahrend a épousé Margarete Bartels, qui s'est par la suite remariée avec l'organiste néerlandais Klaas Bolt.
Parmi leurs cinq enfants, Sievert et Heiko Ahrend ont embrassé une carrière de musiciens, compositeurs et producteurs de musique et Hendrik Ahrend a, quant à lui, suivi les pas de son père en devenant facteur d'orgues.
Jürgen Ahrend a appris son métier à partir de 1945 avec Paul Ott à Göttingen et, à l'âge de 24 ans, a fondé la société Ahrend & Brunzema (1954–1971) à Leer-Loga avec Gerhard Brunzema (1927–1992). Le premier travail de cette coopération fut la restauration de l'orgue de l'église réformée de Larrelt. La restauration des orgues historiques de Westerhusen, Uttum et Rysum dans le Krummhörn, qu'ils ont accordés au tempérament mésotonique, a fait sensation dans le monde entier, et a initié un retour aux techniques traditionnelles et à des esthétiques sonores oubliées. En raison de l'emplacement de l'atelier au milieu de l'aire organistique de la Frise orientale, avec ses nombreux instruments originaux, il y avait suffisamment d'occasions de se familiariser avec le caractère de ces orgues. Ahrend et Brunzema ont reçu le Prix national de l'artisanat de Basse-Saxe en 1962.
Jusqu'en 1971, ce duo a produit en commun ou restauré 74 instruments. Cette année-là, Brunzema quitte l'entreprise pour s'établir au Canada, où il crée sa propre entreprise en 1980, avant de décéder en 1992.
Entre 1972 et 2004, Jürgen Ahrend et ses collaborateurs ont construit, reconstruit ou restauré 90 autres instruments.
Parmi ses réalisations en France, on peut citer l'orgue librement inspiré du François-Henri Clicquot de Souvigny, construit pour l'église de la réconciliation à Taizé (1974) et depuis 1996 placé dans la cathédrale de Lyon, ainsi que celui du musée des Augustins à Toulouse (1981). Jürgen Ahrend a gagné la réputation d'être l'un des meilleurs fabricants et restaurateurs d'orgues, en raison de la perfection de ses réalisations et de sa parfaite maîtrise de l'harmonisation.
Le 21 mai 1986, Jürgen Ahrend a reçu le Prix de la Culture de Basse-Saxe et le 5 mai 2007 le prix Buxtehude de la ville de Lübeck. Le doctorat honoris causa lui a été décerné le 19 avril 2000 par l'Université Monash de Victoria (Australie).

## Biographie de Hendrik Ahrend

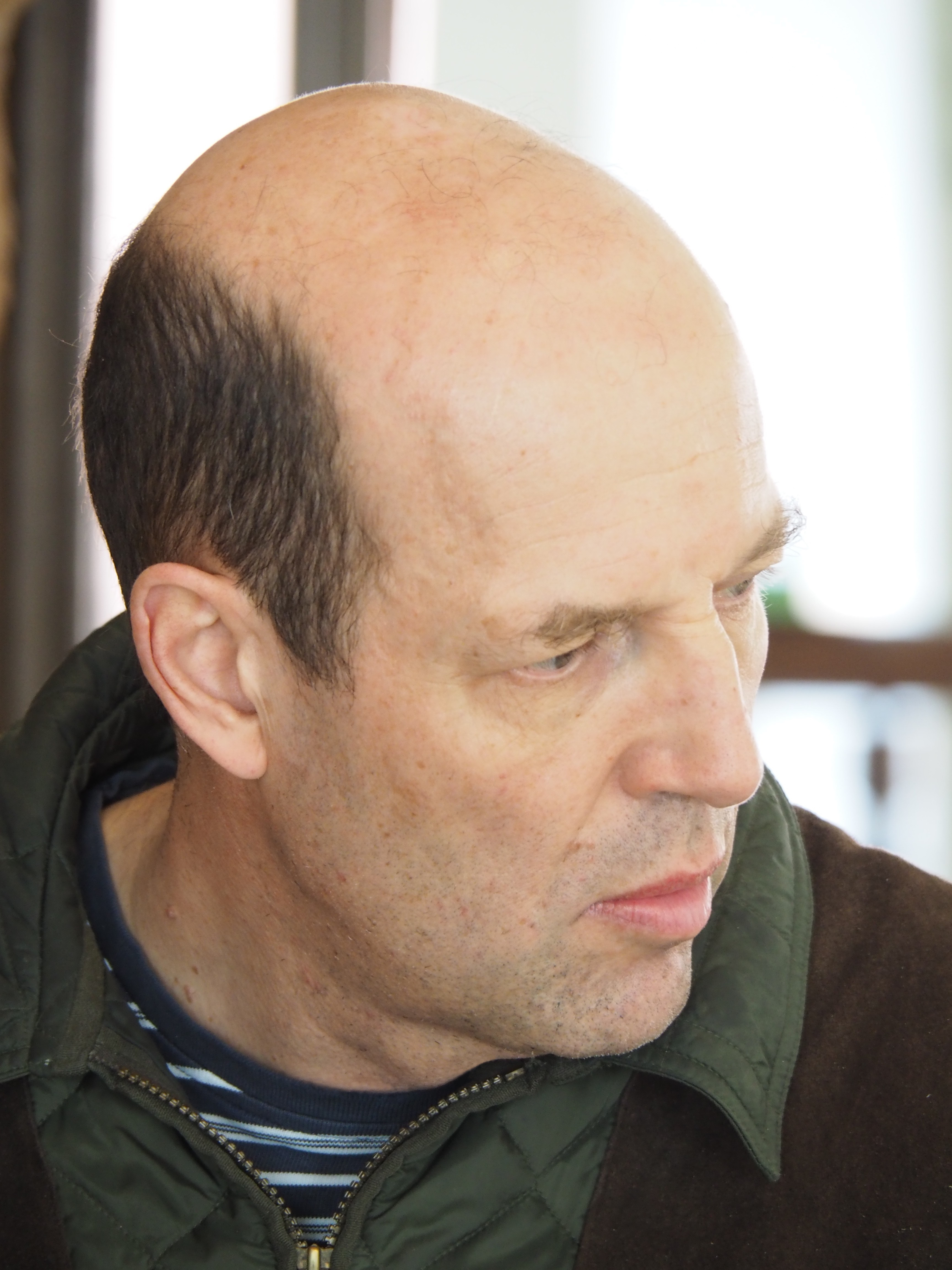
Hendrik Ahrend en 2020.

Hendrik Ahrend (né le 11 août 1963) a travaillé dans l'entreprise de son père, après avoir obtenu son diplôme en 1983. Après l'apprentissage de la facture d'orgue chez Johannes Rohlf à Neubulach (1984-1987) et un service civique (1987-1988), il rejoint l'entreprise de son père en 1988. Il reprend des études, en philologie américaine et en sciences et techniques des activités physiques et sportives jusqu'en 1995. À partir de 1998, il s'est vu confier par son père des tâches de plus en plus nombreuses. En 1998, il a repris l'harmonisation des tuyaux à bouche de l'orgue de Dornum et, en 2002, a été responsable de la planification de l'orgue de la Lutherkirche de Leer.  
Hendrik Ahrend a terminé un master professionnel, en construisant l'orgue de Ludwigsburg en 2000, puis s'est perfectionné pendant 14 mois avec son maître Johannes Rohlf. En 2004, il a reçu le prix international Arp Schnitger. Après 50 ans d'activité, Jürgen Ahrend a cédé à son fils la direction de l'entreprise en février 2005.
Hendrik Ahrend perpétue la tradition de son père mais innove également, en réutilisant le procédé historique de moulage en sable pour fabriquer certains tuyaux. Il utilise de la colle de peau chaude sur le cuir, et pour étancher le bois dans les souffleries et les sommiers, afin d'éviter la corrosion du plomb des tuyaux, provoquée par les exsudats d'acide acétique du bois de chêne, ou lorsqu'on utilise de la colle acétate. Hendrik Ahrend est partenaire du projet de recherche « développement de mesures pour réduire la corrosion du plomb sur les tuyaux d'orgue des XVIIe et XVIIIe siècles » financé de 2016 à 2018 par la Fondation fédérale allemande pour l'environnement et la Klosterkammer de Hanovre. Il fait partie comme semi-professionnel d'une formation bluegrass avec son frère Heiko, depuis plus de 30 ans, mais ces dernières années il s'est entièrement consacré à la facture d'orgue.